# Лонгвју (Илиноис)
Лонгвју (енгл. Longview) град је у америчкој савезној држави Илиноис.

## Демографија
По попису из 2010. године број становника је 153, што је 0 (0,0%) становника више него 2000. године.
| Група             | 2000.       | 2010.       |
| Белци             | 148 (96,7%) | 149 (97,4%) |
| Афроамериканци    | 0 (0,0%)    | 0 (0,0%)    |
| Азијати           | 0 (0,0%)    | 0 (0,0%)    |
| Хиспаноамериканци | 3 (2,0%)    | 3 (2,0%)    |
| Укупно            | 153         | 153         |